# ميخائيل فينلي
ميخائيل فينلي (بالإنجليزية: Michael Fennelly)‏ هو مغني أمريكي، ولد في 4 أبريل 1949 في نيويورك في الولايات المتحدة.

## وصلات خارجية
- ميخائيل فينلي على موقع ميوزك برينز (الإنجليزية)
- ميخائيل فينلي على موقع ديسكوغز (الإنجليزية)